# Kibédi Sándor
Kibédi Sándor (Nagysomkút, 1897. március 3. – Kolozsvár, 1941. december 16.) romániai magyar költő, drámaíró, műfordító, szerkesztő. Családi neve: Hapka; írásait édesanyja, Kibédi László Teréz családi előnevével jegyezte; Kibédi László Sándor néven is közölt.

## Életútja
Volt borbély, építőmunkás, vándorszínész, cirkuszi akrobata és céllövő. 1920-ban jelentkezett verseivel. Tehetségét Barta Lajos fedezte fel. Az 1922–1924 között Nagysomkúton megjelent Kővárvidék című hetilap főmunkatársa (1923), a Nagybányai Hírlapban is publikált.
1924-ben került Kolozsvárra, versei, elbeszélései, cikkei a Keleti Újság, Ellenzék, Brassói Lapok, Pásztortűz hasábjain jelentek meg. Bár költői formái kezdetlegesek, Walter Gyula szerint "a szabadvers ritmusával már szállani is képes képzelete". 1928-29-ben a nagyszalontai Szemle című hetilap, 1929–30-ban Az Újság című napilap főszerkesztője, majd Kolozsvárra visszatérve 1931-től névlegesen a Korunk felelős szerkesztője, az 1935-ben megindult Tribün, 1935–1936-ban a marosvásárhelyi Új Szó baloldali folyóiratok munkatársa, később megindította a Széphalom című irodalmi, művészeti és társadalmi folyóiratot (1937–38).
Tajtékpipa című vígjátékát az Erdélyi Irodalmi Társaság első díjjal jutalmazta (1927), s újabb verseiből Dsida Jenő "az ember jóságos, egyszerű szavát" hallotta meg. Műfordításai azonban már erős kritikát váltottak ki. Kristóf György az Erdélyi Múzeumban rámutatott az Eminescu Mihály Összes költeményei című kötet gyöngéire és hiányosságaira, mire a műfordító szokatlanul sértő modorban válaszolt. Még élesebb lett kettejük vitája a Szeptember végén című újabb színdarabjának Petőfi-képe körül. Kristóf a költő emlékének meggyalázásával vádolta meg a szerzőt, aki Petőfi és Pila Anikó című röpiratában ugyancsak durva hangon válaszolt, és cigányok közt szerzett értesüléseire hivatkozva igyekezett bizonygatni Petőfi állítólagos koltói szerelmi kalandjának hitelességét. A színdarabból 1942-ben Rodriguez Endre rendezésében – Sipos László és Palásthy Géza szövegkönyve alapján – Budapesten film is készült.

## Munkái
- Így akarom. Versek, 1920–1924 (Dicsőszentmárton, 1924)
- Diadalmas élet (versek, Dicsőszentmárton, 1924)
- Tengerzúgás (versek, Kolozsvár, 1926)
- Megjött a reggel (versgyűjtemény, Kolozsvár, 1931)
- Szeptember végén (költői színjáték, Kolozsvár, 1933)
- Petőfi és Pila Anikó. Válasz egy tanulmányra (Kolozsvár, 1939)

## Fordításai
- Eminescu Mihály Összes költeményei (Győri Illés István bevezetőjével, Kolozsvár, 1934)
- Aron Cotruș: Versek (A Korunk Könyvei, Kolozsvár, 1935)
- Octavian Goga: Költemények (Kolozsvár, 1938)